# You and Me (chanson de Disclosure)
Pour les articles homonymes, voir You and Me.
Singles de Disclosure featuring Eliza Doolittle
White Noise
(2013) F for You
(2013)
You & Me est le troisième single issu de l'album Settle du duo britannique de musique électronique Disclosure et sorti en 2013. Il est chanté par Eliza Doolittle.
Le remix effectué par Flume permet de faire connaître davantage en France cette chanson, utilisée par un spot publicitaire de l'équipementier sportif Lacoste diffusé en 2014,. La fanfare techno Meute a également connu une notoriété importante pour sa version instrumentale du remix de Flume en 2018.

## Liste des titres
| 1. | You & Me (feat. Eliza Doolittle) | 4:56 |

| 1. | You & Me (Baauer Remix) (feat. Eliza Doolittle)     | 4:03 |
| 2. | You & Me (Toro Y Moi Remix) (feat. Eliza Doolittle) | 4:53 |
| 3. | You & Me (Flume Remix) (feat. Eliza Doolittle)      | 4:43 |

## Classements

### Classement en fin de semaine
| Classement (2013)               | Meilleure position |
| ------------------------------- | ------------------ |
| Belgique (Flandre Ultratip 100) | 7                  |
| France (SNEP)                   | 2                  |
| Écosse (OCC)                    | 27                 |
| Royaume-Uni (UK Dance Chart)    | 6                  |
| Royaume-Uni (UK Singles Chart)  | 10                 |

### Pour "You & Me (Flume Remix)"
| Classement (2013)              | Meilleure position |
| ------------------------------ | ------------------ |
| Royaume-Uni (UK Dance Chart)   | 17                 |
| Royaume-Uni (UK Singles Chart) | 49                 |

## Historique des sorties
| Pays        | Date          | Format                 | Label          |
| ----------- | ------------- | ---------------------- | -------------- |
| Royaume-Uni | 28 avril 2013 | Téléchargement digital | Island Records |